# Méduse (1810)
Méduse (pol. Meduza) – 40-działowa fregata żaglowa typu Pallas w służbie francuskiej marynarki wojennej, zwodowana w 1810 r. Brała udział w wojnach napoleońskich. Fregata rozbiła się i zatonęła w lipcu 1816 roku u wybrzeży dzisiejszej Mauretanii, doprowadzając do śmierci ponad setki jej pasażerów, przy czym większość zginęła na porzuconej na wodzie prowizorycznej tratwie. 

## Historia
Fregata La Méduse była efektem umowy zawartej w 11 marca 1807 roku, między państwem Francuskim a firmą stoczniową Michela Louisa Crucy z siedzibą w Paimbœuf (Loara Atlantycka). Okręt został zwodowany 1 lipca 1810 roku, wszedł do służby 26 września.
W czasie wojen napoleońskich brała udział w późnych etapach kampanii na Mauritiusie w latach 1809–1811 oraz w napadach na Karaiby. 

### Katastrofa z 1816
W 17 czerwca 1816 roku, po restauracji Burbonów, z Île-d’Aix w Rochefort wyruszył konwój morski składający się z fregaty La Méduse, korwety Echo, brygu Argus oraz statku handlowago La Loire. Jego celem było przewiezienie francuskich urzędników i żołnierzy do portu Saint-Louis w dzisiejszym Senegalu, aby przywrócić francuską kontrolę nad kolonią, oddaną przez Brytyjczyków zgodnie z warunkami pierwszego pokoju w Paryskiego. 
Z powodu nieudolności kapitana Hugues Duroy de Chaumareys i niekompetencji oficerów, Méduse oddzieliła się od reszty konwoju i weszła na rafę 2 lipca 1816 w zatoce Arkin u wybrzeży dzisiejszej Mauretanii, osiadając na mieliźnie. 
Próby sprowadzenia okrętu z powrotem na głębsze wody spełzły na niczym. Rozbitkowie postanowili więc dopłynąć szalupami do oddalonego od wraku o ok. 60 km wybrzeża Afryki. 5 lipca zapadła decyzja o opuszczeniu okrętu. Większość z ok. 400 obecnych na pokładzie ludzi, w tym kapitan i gubernator Julien Schmaltz, ewakuowało się sześcioma szalupami, jakimi dysponowali rozbitkowie, dla pozostałych ok. 151 osób których zabrakło miejsca (głównie żołnierzy), zbudowano prowizoryczną tratwę o wymiarach 20 × 7 m, która miała być holowana przez szalupy na wybrzeże. 17 osób postanowiło pozostać na pokładzie Méduse. Holowanie jednak okazało się niewydajne i łodzie wkrótce porzuciły tratwę i jej pasażerów na otwartych wodach, praktycznie bez zapasów żywności (jedynymi zapasami na tratwie były przemienione w papkę suchary oraz 6 beczek wina i 2 beczułki z wodą) i możliwości dotarcia na brzeg. Sytuacja rozbitków na pokładzie tratwy niemal od razu stała się dramatyczna, dziesiątki osób zostało zmytych do morza z powodu napotkanej szalejącej burzy, inni ginęli w ciągłych walkach wszczynanych przeciwko przełożonym (buntom sprzyjał duży zapas alkoholu, którym rozbitkowie ciągle się upijali). Kiedy wszelkie zapasy się wyczerpały, kilku rannych wyrzucono do morza, a niektórzy z ocalałych uciekli się do kanibalizmu. 17 lipca po trzynastu dniach dryfowania rozbitkowie zostali odnalezieni przez francuski bryg Argus, wchodzący w skład ich nieszczęsnej ekspedycji. Do tego czasu żywych na tratwie pozostało jedynie piętnastu ludzi, czterech z nich zmarło z wyczerpania wkrótce po ocaleniu.
Szalupy z gubernatorem Schmaltzem oraz kapitanem de Chaumareys bez przeszkód dopłynęły na wybrzeże i po wyczerpującej wędrówce przez pustynię, dotarli do Saint-Louis. Z 17 osób, które zdecydowały się pozostać na pokładzie Méduse, po niemal dwóch miesiącach, jakie upłynęły nim wrak został odnaleziony, przy życiu pozostała zaledwie trójka.
Wieści o tragicznym losie rozbitków wrzasnęły ówczesną francuską opinią publiczną. Po powrocie do Francji kapitan de Chaumareys stanął przed sądem wojskowym, który skazał go na trzy lata więzienia.

## Galeria

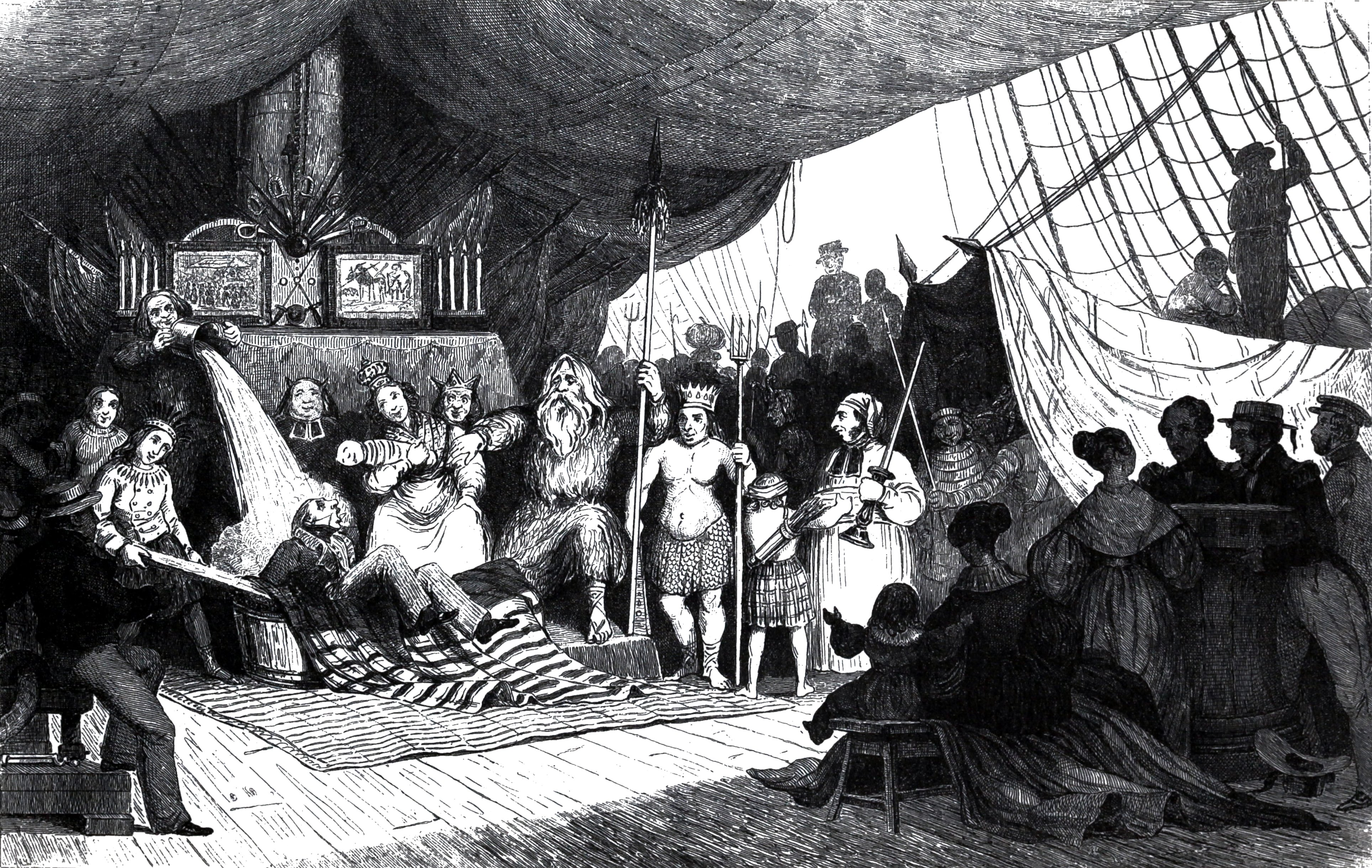
Chrzest równikowy na pokładzie Méduse w dniu 1 lipca 1816 r.
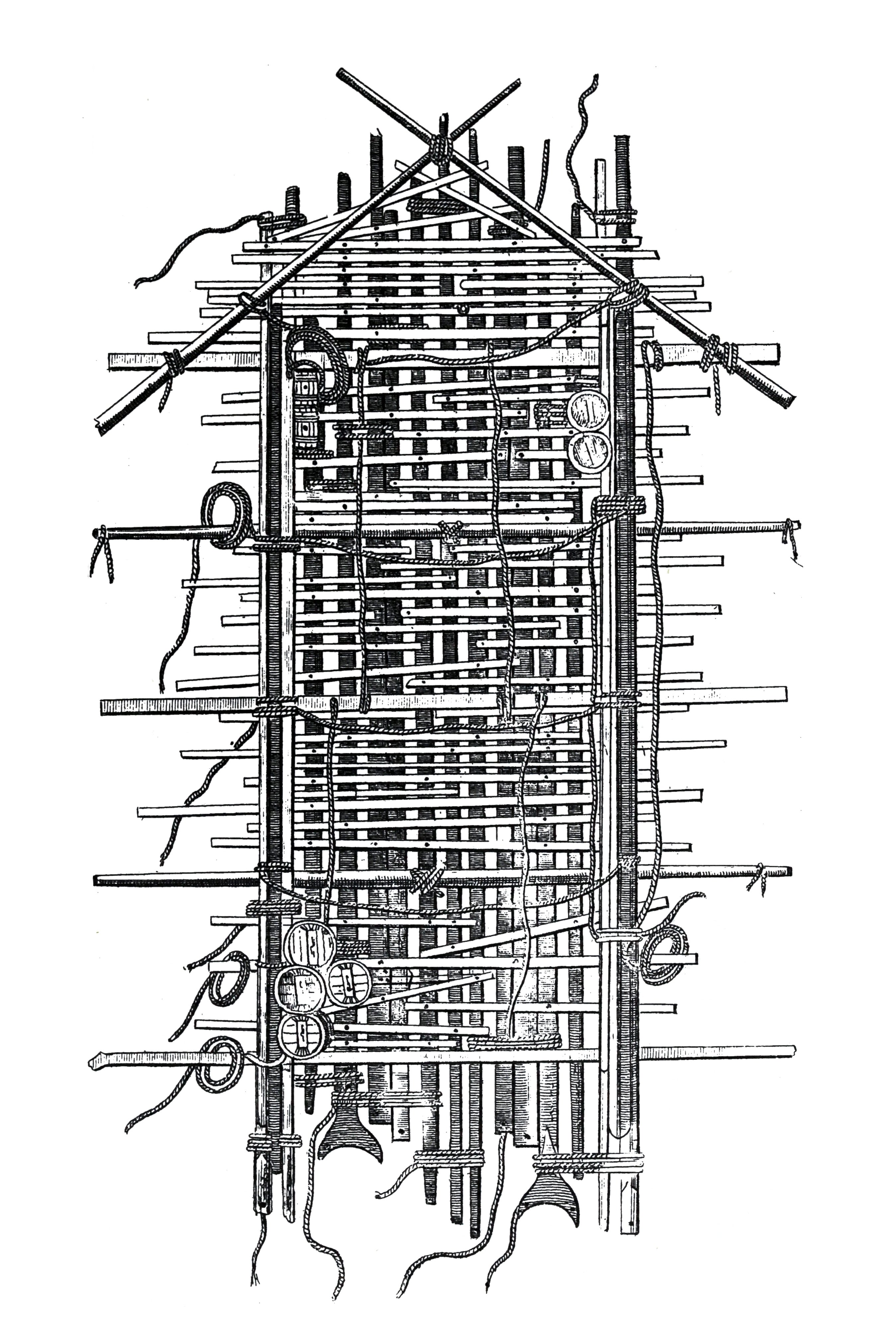
Plan Tratwy Meduzy w momencie jej opuszczenia
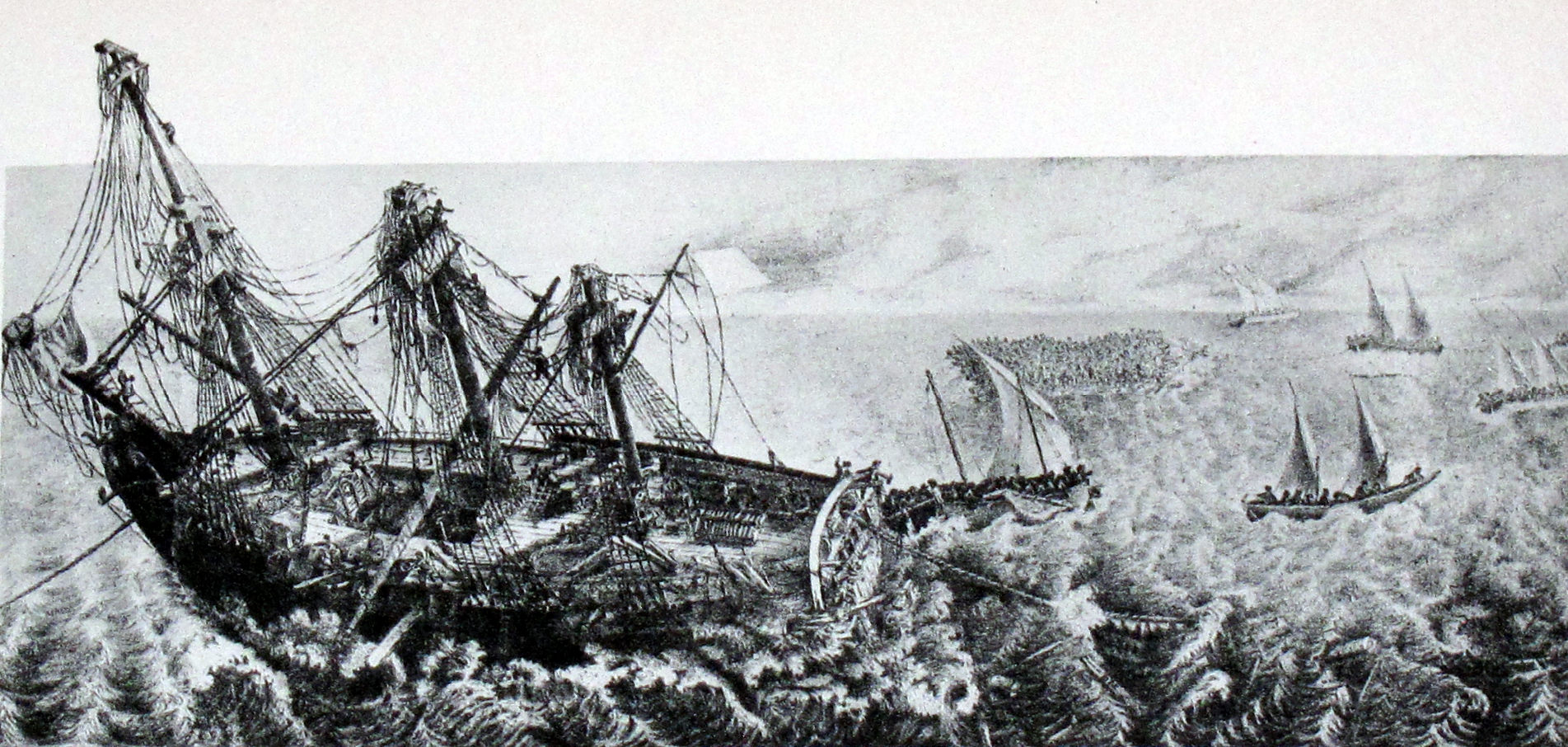
Opuszczenie wraku Méduse przez rozbitków
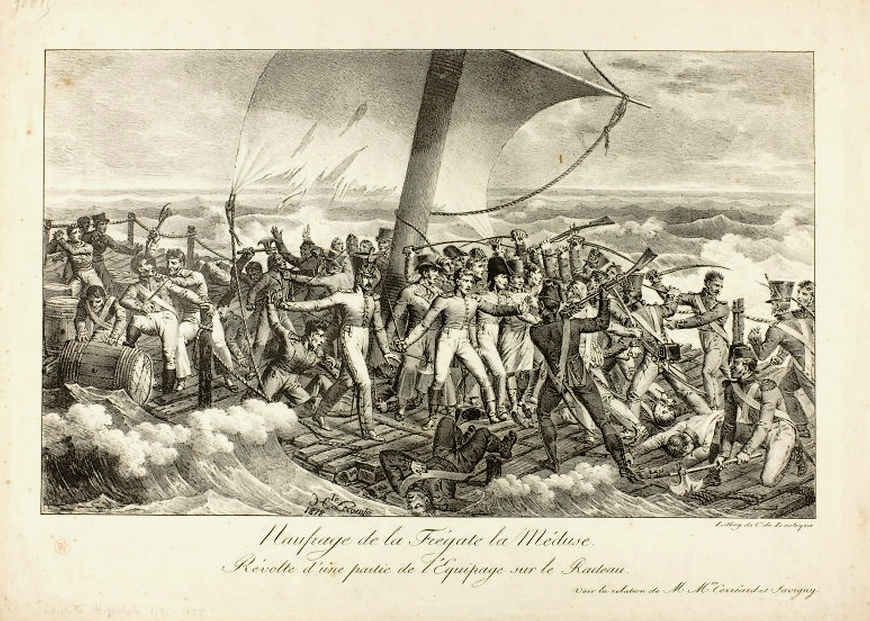
Bunt na Tratwie Meduzy
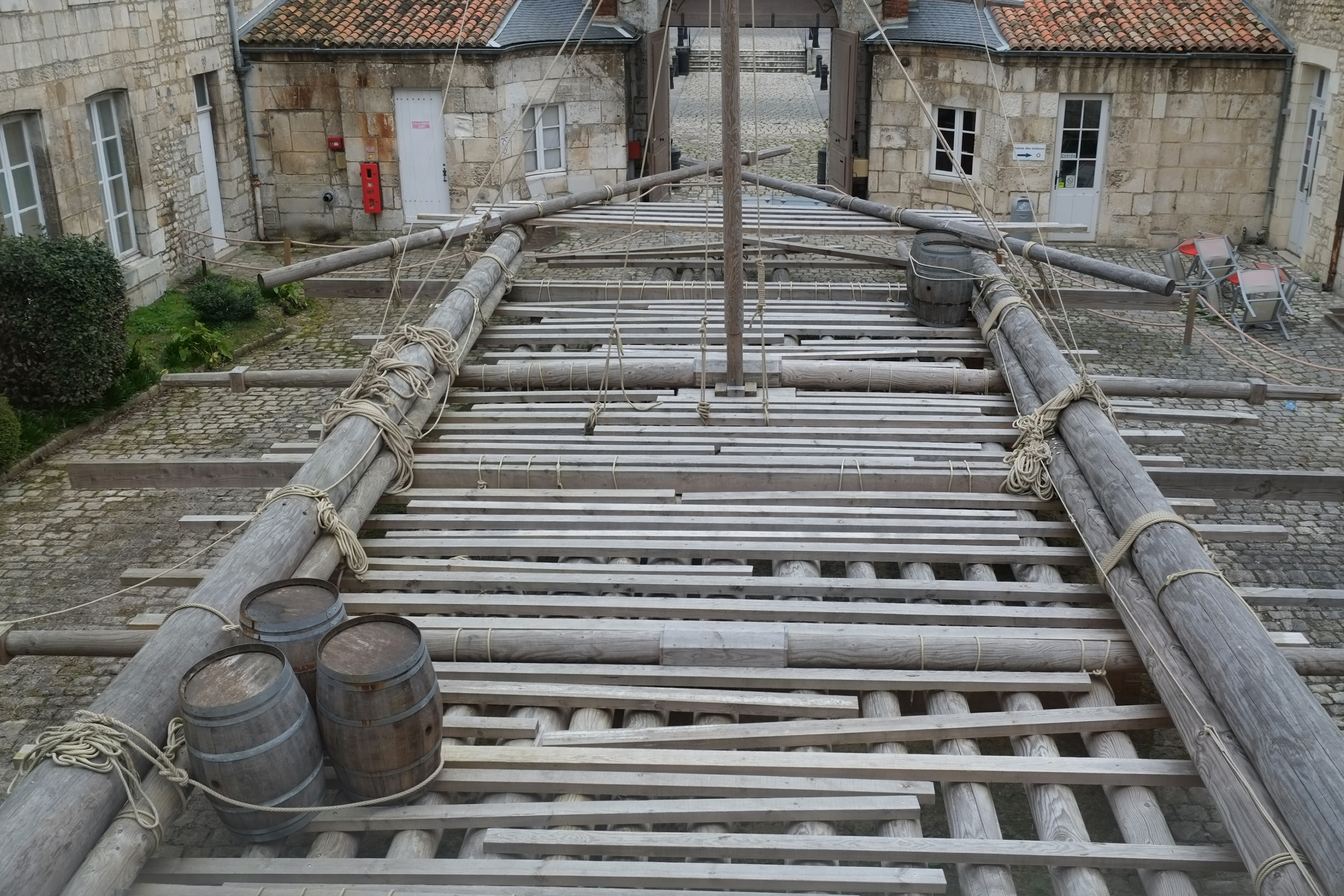
Replika Tratwa Meduzy na dziedzińcu Musée de la Marine w Rochefort.

## W kulturze popularnej

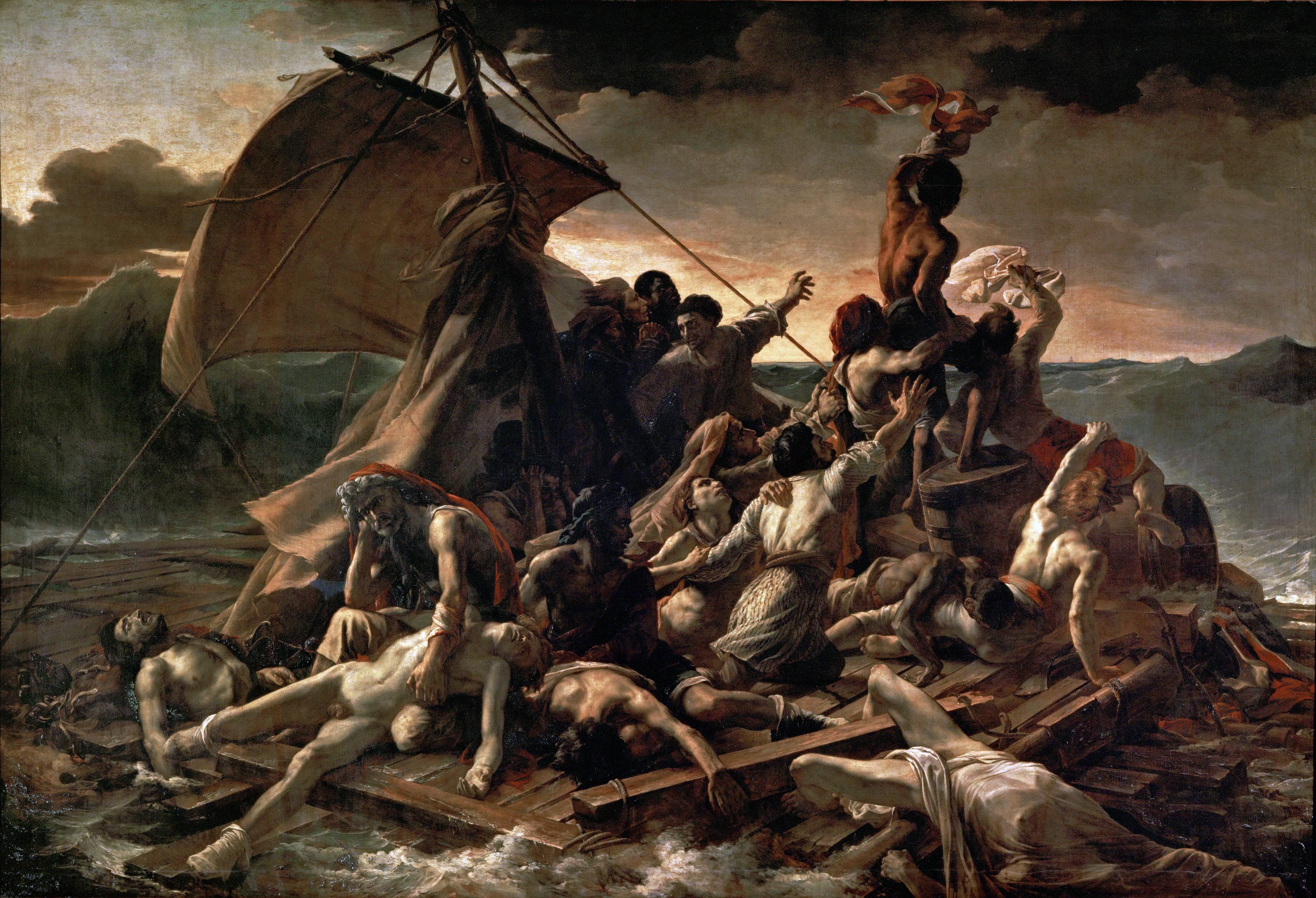
Tratwa Meduzy Obraz Théodore’a Géricaulta, 1819

W 1819 r. Théodore Géricault namalował obraz Tratwa Meduzy, ukazując na płótnie tragedie rozbitków .
W filmie Asterix i Obelix: Misja Kleopatra, w scenie ze zniszczeniem statku pirackiego, kadr przedstawiający ocalałych piratów upodobniony jest do obrazu Géricaulta.
Opisanym wydarzeniom poświęcony jest utwór pt. „Le Radeau de La Méduse“ francuskiego deathmetalowego zespołu Aephanemer, czwarty z kolei utwór albumu pt. „A Dream Of Wilderness“ wydanego w 2021 r. przez wytwórnię płytową Napalm Records.